# Desmond Elliot
Desmond Elliot (Desmond Oluwashola Elliot; Lagos, 4 de febrero de 1974) es un actor, director y político nigeriano con una extensa carrera en el cine y la televisión de Nollywood. Ganó el premio a mejor actor de reparto en la segunda edición de los Africa Magic Viewers' Choice Awards y fue nominado en la misma categoría en la décima edición de los Premios de la Academia del Cine Africano. Fue elegido legislador de la Asamblea del Estado de Lagos, circunscripción de Surulere, en las elecciones generales de Nigeria del 11 de abril de 2015.

## Filmografía

### Cine
- Love Castle (2021)
- Survival of Jelili (2019)
- Falling (2015)
- Black Val (2015)[4]
- The Department (2015)[5]
- ...When Love Happens (2014)
- 30 Days in Atlanta (2014)
- Okon Goes to School
- Kamara's Tree (2013)
- Kiss and Tell (2011)
- I'll Take My Chances (2011)
- Bursting out (2010)[6]
- Holding Hope (2010)[6]
- Nollywood Hustlers (2010)[7]
- Before the Light (2009)[8]
- Edikan[8]
- Uyai (2008)
- Final Tussle (2008)
- Guilty Pleasure (2008)[9]
- Black Night in South America (2007)
- A Better Place (2007)
- Caught-Up (2007)
- Double Game (2007)
- Fine Things (2007)
- Ghetto Queen (2007)
- Secret Pain (2007)
- Men Who Cheat (2006)
- A Time to Love (2007) .... Hank
- Yahoo Millionaire (2007) .... Jerry
- Put It on Me (2006)
- Asunder (2006)
- Behind the Plot (2006)
- Divided Attention (2006)
- Efficacy (2006)
- Extreme Measure (2006) ... Festus
- Final Point (2006)
- The Greatest Sacrifice (2006)
- King of the Town (2006)[10]
- Love Wins (2006)  .... Austin
- Married to the Enemy (2006)
- My Little Secret (2006)
- My Sister My Love (2006) .... Jar
- Naked Sin (2006)
- Romeo (2006)
- Strange Love (2006)
- Supremacy (2006)
- Too Late to Claim (2006)
- Traumatised (2006)
- Unbreakable Affair (2006)
- Up to Me (2006)
- Without Apology (2006)
- The Wolves (2006)
- Zoza (2006)
- A Night in the Philippines (2005)[11]
- 2 Face (2005)
- Behind Closed Doors (2005)
- The Bet (2005)
- Broadway (2005)
- Destiny's Challenge (2005)
- Flying Without Wings (2005)
- Fools in Love (2005)
- Games Women Play (2005)
- Girls in the Hood (2005)
- Hold Me Down (2005)
- It's Juliet or No One (2005)
- Just Me (2005)
- The King's Son (2005)
- Knowing You (2005)
- Men Do Cry (2005)
- My Precious Son (2005)
- My Sister My Child (2005)
- My Sister's Act (2005)
- Now & Forever (2005)
- Orange Groove (2005)
- The Price of Love: Life Is Beautiful (2005)
- Shackles of Death (2005)
- Wedding Gift (2005)
- Wheel of Change (2005)
- Images in the Mirror (2004) .... Deji[12]
- Above Love (2004)
- Atlanta (2004)
- Big Pretenders (2004)
- Cinderella (2004)
- Danger Signal (2004)
- Deep Loss (2004)
- Died to Save (2004)
- Discord (2004)
- For Real (2004)
- A Kiss from Rose (2004)
- Lake of Fire (2004) .... Emmanuel
- Life in New York (2004)
- Magic Moment (2004)[13]
- Melody of Life (2004)
- Missing Angel (2004)
- Passion of Mind (2004)
- Power of Trust (2004)
- Promise & Fail (2004)
- True Romance (2004)
- Great Change (2003)
- Magic Love (2003)
- My Faithful Friend (2003)
- Passion & Pain (2003)
- Tunnel of Love (2003)
- Fire Love (2002)
- Jesu Mushin (2002)